# فرفیون باتلاقی
یوفوربیا باتلاقی (نام علمی: Euphorbia palustris) نام یک گونه از سرده فرفیون است.